# ديني لي بان
ديني لي بان، (بالفرنسية: Digne-les-Bains)‏، نطق (‎d̪iɲ(ə) lɛ ˈbɛ̃‏)، (الأوكيتانية: Dinha dei Banhs)، هي بلدية فرنسية، عاصمة إقليم ألب البروفنس العليا، وتقع في منطقة إقليم ألب كوت دازور. كان عدد سكانها 17268 اعتبارا من عام 2008.

## المناخ
يظهر الجدول التالي التغييرات المناخية على مدار السنة لديجني ليس باينس:
| البيانات المناخية لـديجني ليس باينس | البيانات المناخية لـديجني ليس باينس | البيانات المناخية لـديجني ليس باينس | البيانات المناخية لـديجني ليس باينس | البيانات المناخية لـديجني ليس باينس | البيانات المناخية لـديجني ليس باينس | البيانات المناخية لـديجني ليس باينس | البيانات المناخية لـديجني ليس باينس | البيانات المناخية لـديجني ليس باينس | البيانات المناخية لـديجني ليس باينس | البيانات المناخية لـديجني ليس باينس | البيانات المناخية لـديجني ليس باينس | البيانات المناخية لـديجني ليس باينس | البيانات المناخية لـديجني ليس باينس |
| الشهر                               | يناير                               | فبراير                              | مارس                                | أبريل                               | مايو                                | يونيو                               | يوليو                               | أغسطس                               | سبتمبر                              | أكتوبر                              | نوفمبر                              | ديسمبر                              | المعدل السنوي                       |
| ----------------------------------- | ----------------------------------- | ----------------------------------- | ----------------------------------- | ----------------------------------- | ----------------------------------- | ----------------------------------- | ----------------------------------- | ----------------------------------- | ----------------------------------- | ----------------------------------- | ----------------------------------- | ----------------------------------- | ----------------------------------- |
| الدرجة القصوى °م (°ف)               | 21.5 (70.7)                         | 22.6 (72.7)                         | 24.4 (75.9)                         | 28 (82)                             | 32.5 (90.5)                         | 36.6 (97.9)                         | 39.5 (103.1)                        | 39.1 (102.4)                        | 34.2 (93.6)                         | 30.5 (86.9)                         | 23.8 (74.8)                         | 20.8 (69.4)                         | 39.5 (103.1)                        |
| متوسط درجة الحرارة الكبرى °م (°ف)   | 9 (48)                              | 10.8 (51.4)                         | 14.6 (58.3)                         | 17.2 (63.0)                         | 21.7 (71.1)                         | 26.1 (79.0)                         | 29.8 (85.6)                         | 29.3 (84.7)                         | 24.4 (75.9)                         | 19 (66)                             | 13 (55)                             | 9.2 (48.6)                          | 18.7 (65.7)                         |
| المتوسط اليومي °م (°ف)              | 4.3 (39.7)                          | 5.4 (41.7)                          | 8.7 (47.7)                          | 11.3 (52.3)                         | 15.4 (59.7)                         | 19.5 (67.1)                         | 22.7 (72.9)                         | 22.3 (72.1)                         | 18.2 (64.8)                         | 13.6 (56.5)                         | 8.3 (46.9)                          | 4.9 (40.8)                          | 12.9 (55.2)                         |
| متوسط درجة الحرارة الصغرى °م (°ف)   | −0.4 (31.3)                         | −0.1 (31.8)                         | 2.8 (37.0)                          | 5.4 (41.7)                          | 9.2 (48.6)                          | 12.8 (55.0)                         | 15.5 (59.9)                         | 15.3 (59.5)                         | 11.9 (53.4)                         | 8.2 (46.8)                          | 3.6 (38.5)                          | 0.6 (33.1)                          | 7.1 (44.8)                          |
| أدنى درجة حرارة °م (°ف)             | −13.4 (7.9)                         | −12.7 (9.1)                         | −10.2 (13.6)                        | −3.1 (26.4)                         | −1.9 (28.6)                         | 3.2 (37.8)                          | 7.3 (45.1)                          | 7 (45)                              | 1.8 (35.2)                          | −2.9 (26.8)                         | −7.3 (18.9)                         | −12.8 (9.0)                         | −13.4 (7.9)                         |
| الهطول مم (إنش)                     | 45 (1.8)                            | 37.1 (1.46)                         | 41.7 (1.64)                         | 67.1 (2.64)                         | 63.6 (2.50)                         | 53 (2.1)                            | 34.3 (1.35)                         | 55.8 (2.20)                         | 79.1 (3.11)                         | 84.2 (3.31)                         | 73 (2.9)                            | 61 (2.4)                            | 694.9 (27.36)                       |
| متوسط أيام هطول الأمطار (≥ 1.0 mm)  | 5.3                                 | 4.7                                 | 5.2                                 | 8.1                                 | 7.8                                 | 6.0                                 | 4.1                                 | 4.7                                 | 5.6                                 | 7.9                                 | 6.4                                 | 6.5                                 | 72.4                                |
| ساعات سطوع الشمس الشهرية            | 170                                 | 186.7                               | 231.6                               | 225.2                               | 260.5                               | 302.4                               | 343.4                               | 310.2                               | 247                                 | 191.2                               | 159.2                               | 148.1                               | 2٬775٫4                             |
| [بحاجة لمصدر]                       |                                     |                                     |                                     |                                     |                                     |                                     |                                     |                                     |                                     |                                     |                                     |                                     |                                     |

## توأمة
لديجني ليس باينس اتفاقيات توأمة مع كل من:
- باد مرغنتهايم
- بورغومانيرو
- دوما
- كامايشي

## معرض صور

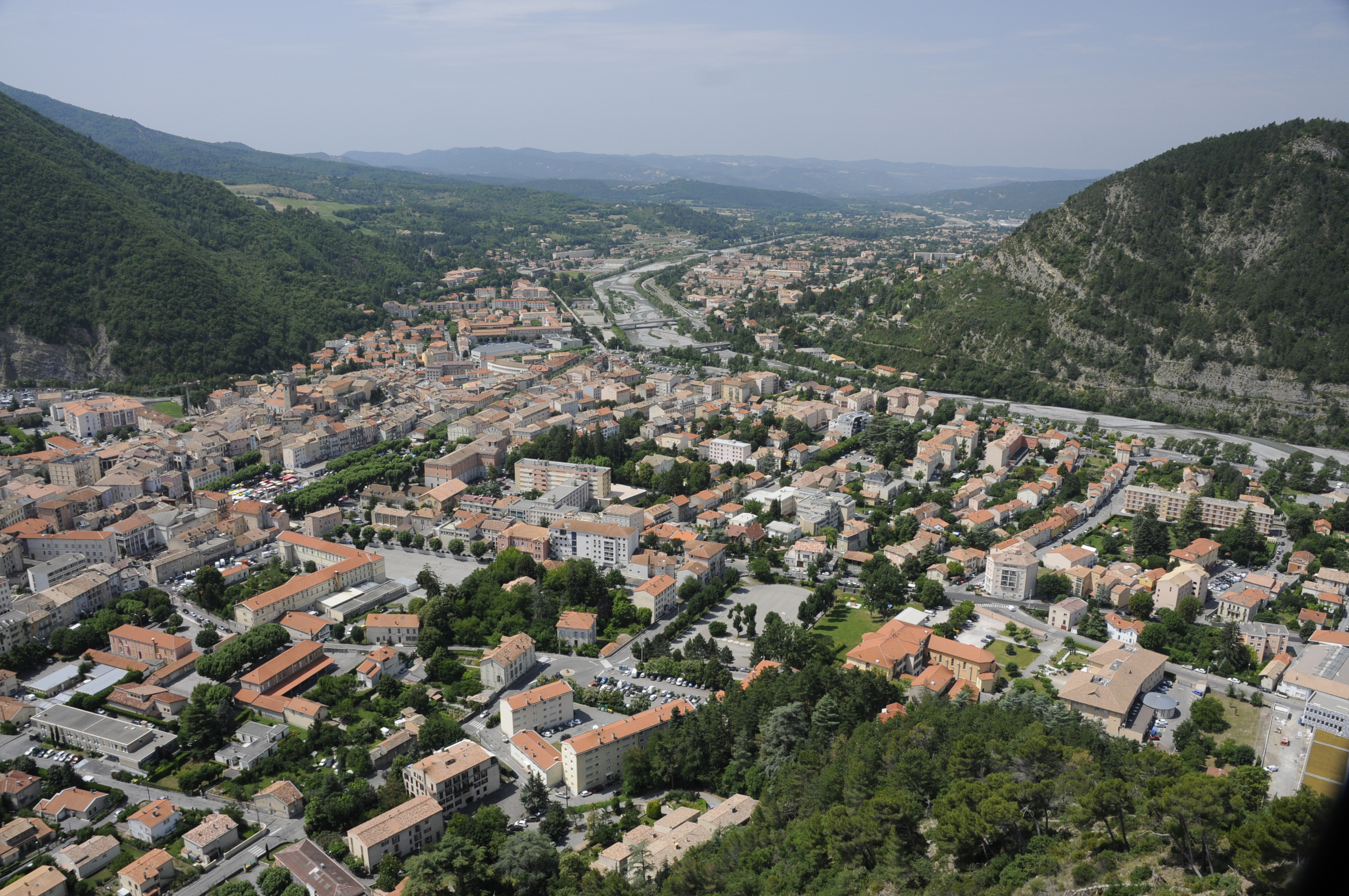
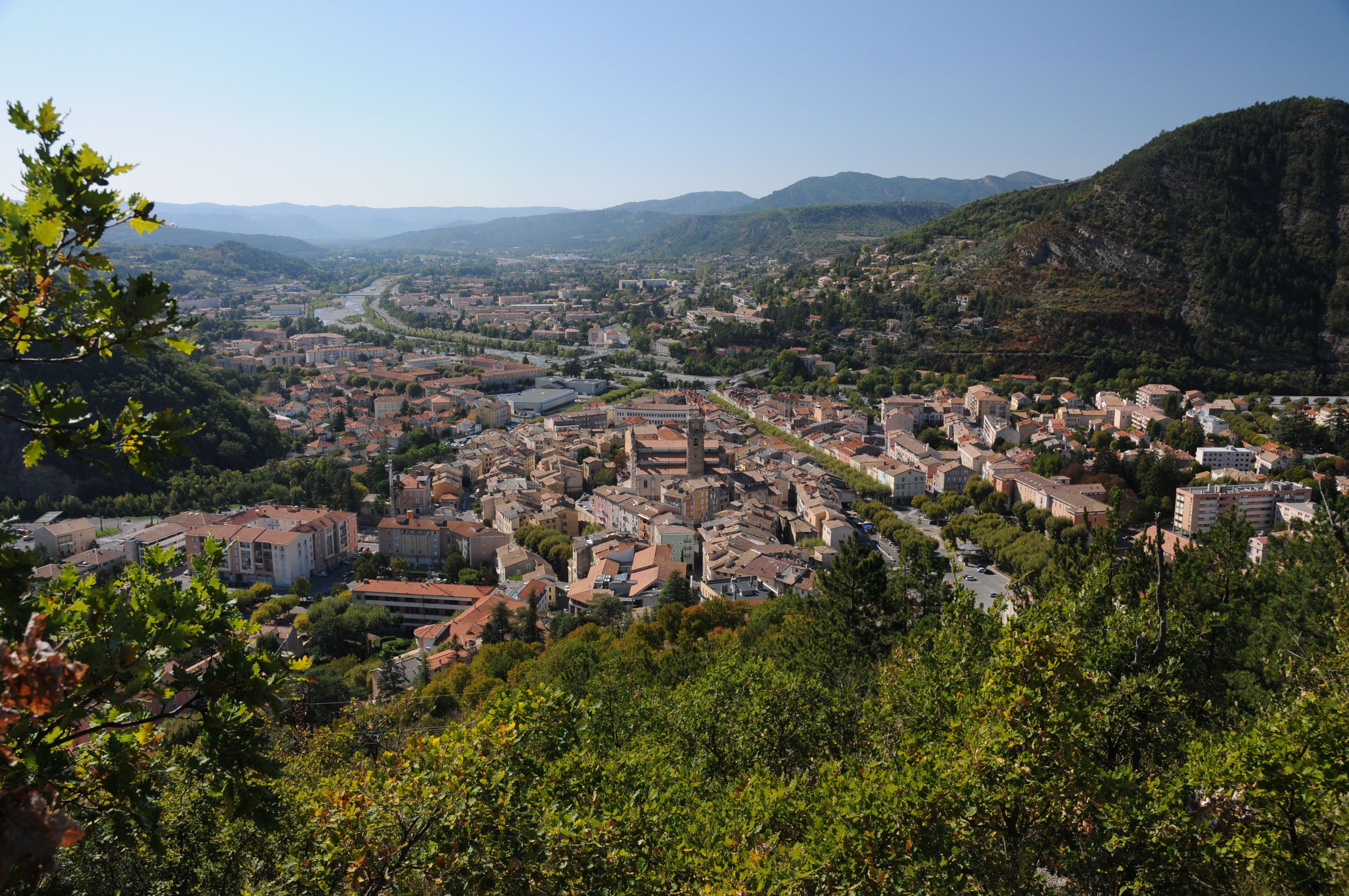
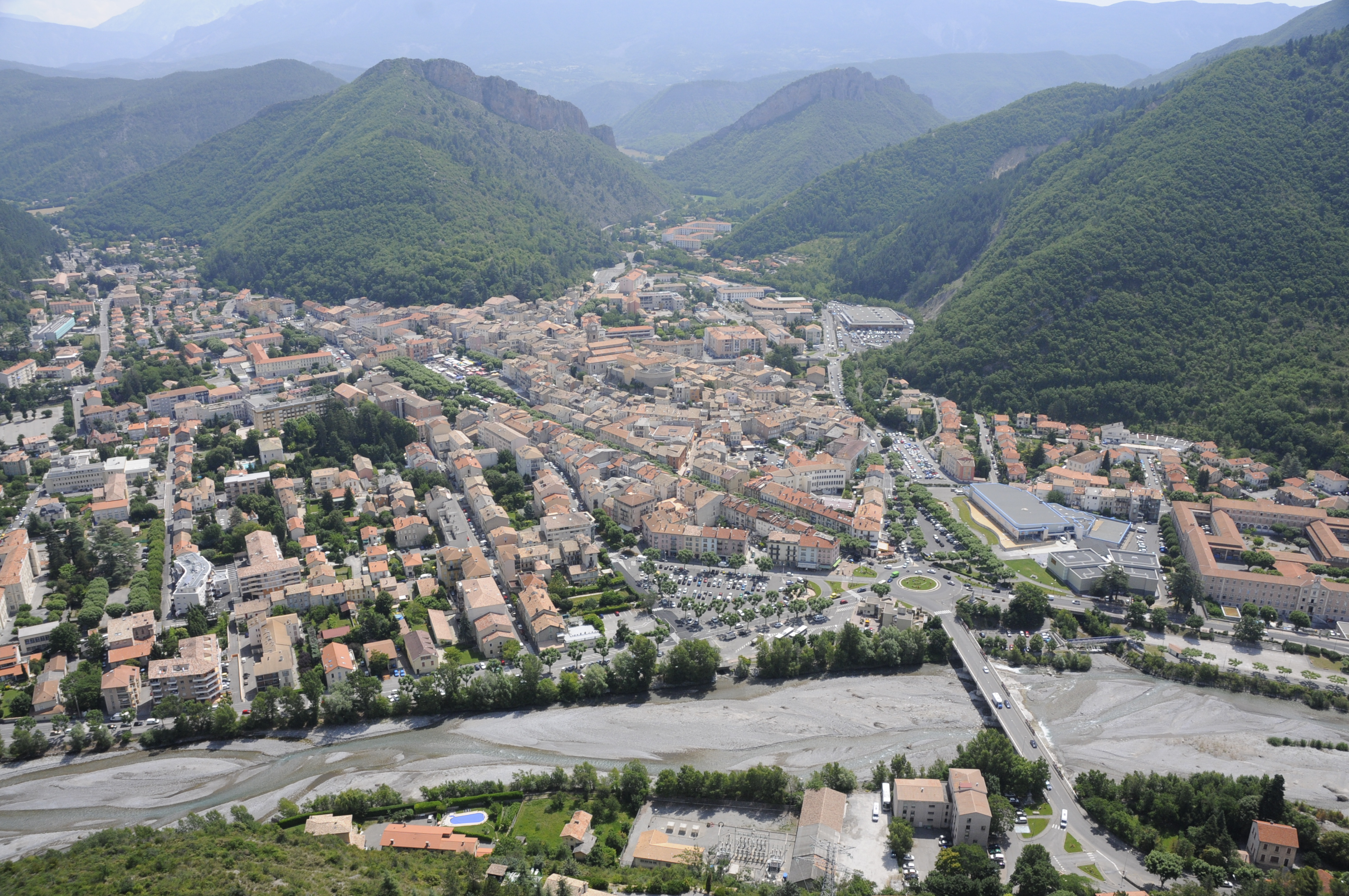

## أعلام
- آلين بوغوسيان
- تريستان لويس
- جوزيف أوجين ميشيل
- ألكسندرا ديفيد نيل
- سيريل فيريد